# Finkenberg (Trebbin)
Finkenberg ist ein Wohnplatz der Stadt Trebbin im Landkreis Teltow-Fläming in Brandenburg.

## Geografische Lage
Der Wohnplatz liegt südwestlich des Stadtzentrums und dort südlich der Kreisstraße 7220, die als Ahrensdorfer Straße aus dem Stadtzentrum durch den Trebbiner Ortsteil Löwendorf nach Ahrensdorf, einem Ortsteil der Gemeinde Nuthe-Urstromtal, führt. Westlich liegt mit Schönhagen ein weiterer Ortsteil von Trebbin. Östlich fließen der Mühlengraben (GKZ 58458) sowie die Nuthe in Süd-Nord-Richtung am Wohnplatz vorbei. Weiter östlich liegt der Trebbiner Ortsteil Kliestow. Der Wohnplatz ist nach der gleichnamigen 54,1 m hohen Erhebung benannt, dem Finkenberg, die sich nordöstlich der Wohnbebauung befindet.